# Eucharistischer Weltkongress

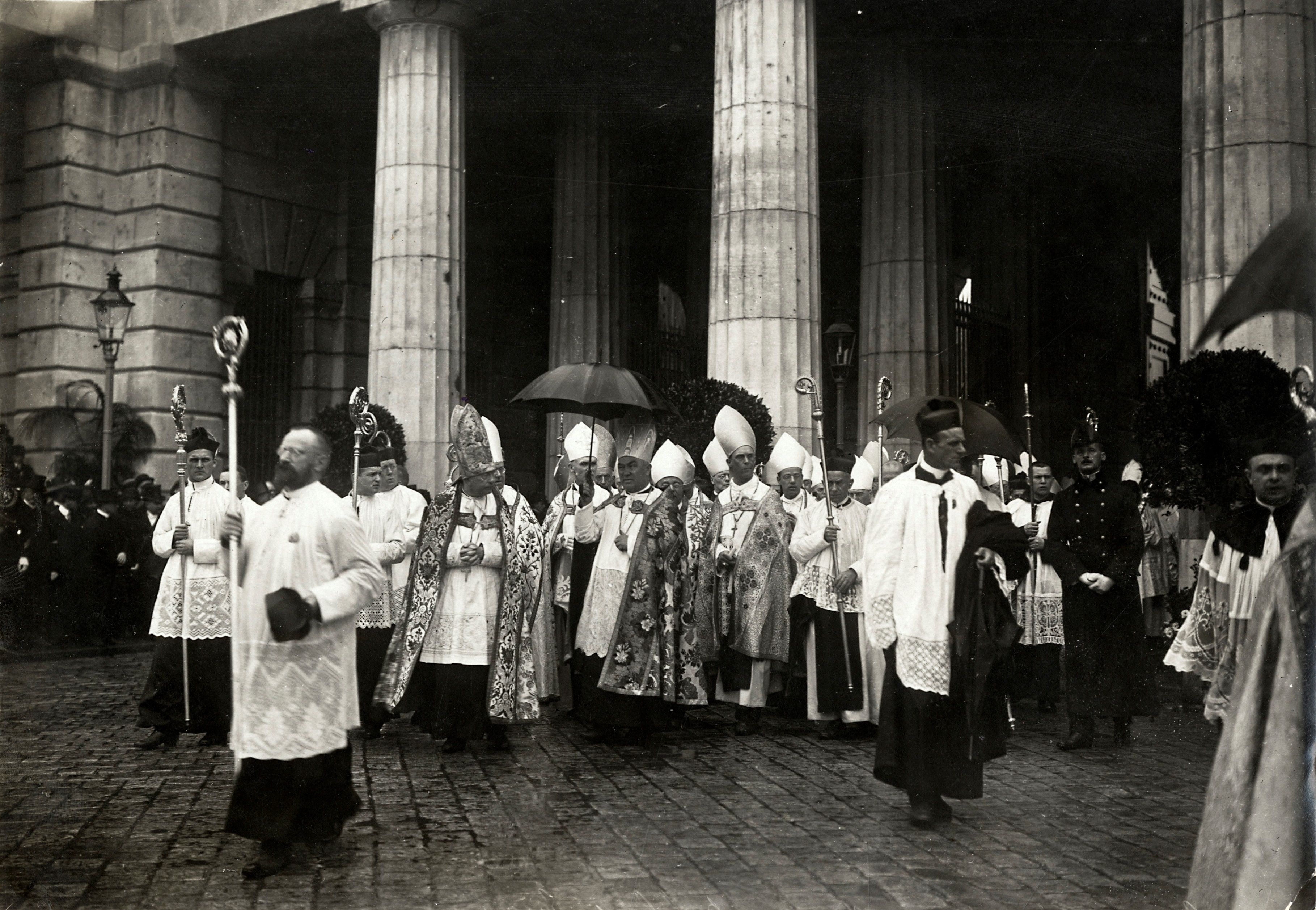
23. Eucharistischer Weltkongress in Wien (1912)

Mit Eucharistischer Weltkongress wird eine mehrtägige Zusammenkunft auf internationaler Ebene in der römisch-katholischen Kirche bezeichnet. Durch den Eucharistischen Weltkongress soll die Verehrung der Eucharistie weltweit unter den Gläubigen gefördert und vertieft werden. Er wird jeweils vom Papst oder in dessen Auftrag von einem Kardinal geleitet.
Ende des 19. Jahrhunderts ging die Initiative für solche Veranstaltungen von der katholischen Kirche in Frankreich aus. Den ersten Internationalen Weltkongress organisierte Philibert Vrau mit Unterstützung durch Papst Leo XIII. in Lille. Ein ständiges Päpstliches Komitee am Heiligen Stuhl betreut diese an wechselnden Orten der Welt stattfinden Versammlungen von Geistlichen, Angehörigen des geweihten Lebens und Laien. Die jeweiligen Eucharistischen Weltkongresse stehen in der Regel unter einem Leitthema, das sich auf die nach Lehre der katholischen Kirche wahrhafte Gegenwart Jesu Christi im Sakrament der Eucharistie bezieht und weiteren Bezug auf das Land oder den Kontinent des jeweiligen Treffens bzw. auf ein zeittypisches Bedürfnis der Menschheit nimmt.
Die Eucharistischen Weltkongresse werden mit fortlaufender Nummerierung bezeichnet. Sie finden in zeitlichen Abständen von ein bis drei Jahren statt. Während der beiden Weltkriege sowie in der Nachkriegszeit bis 1952 fanden diese internationalen Glaubenstreffen nicht statt. Wegen der Corona-Pandemie wurde der 52. Kongress in Budapest von 2020 auf 2021 verschoben. Der 53. fand im September 2024 mit etwa 25.000 Teilnehmern in Quito statt, der nächste ist 2028 in Sydney.
In Deutschland fanden bisher zwei dieser internationalen Kongresse statt; der 20. Eucharistische Weltkongress vom 4. bis zum 8. August 1909 in Köln und der 37. Eucharistische Weltkongress vom 31. Juli bis zum 7. August 1960 in München.